# 金谷源
金谷源控股股份有限公司 （深交所：000408）是中国深圳证券交易所的一家从事有色金属矿采选业的上市公司，成立于1996年6月25日。公司总股本为25230.15万股（2010年）。
公司总部位于河北省邯郸市峰峰矿区彭城镇彭东街9号，法人代表为路联。原公司名为“玉源控股股份有限公司”自2011年1月14日起改为现名。